# さくら市
さくら市（さくらし）は、栃木県の中部（塩谷地区）に位置する市。関東平野の最北端に位置する。
2005年（平成17年）3月に当時の塩谷郡氏家町・喜連川町による合併によって発足。植物のサクラに由来する。宇都宮市への通勤率は19.8%（平成22年国勢調査）。

## 地理
東京から北方へ約115km、県都宇都宮から北方へ約15km、JR宇都宮線で東京から電車で2時間、東北新幹線併用で約75分、宇都宮から約15分の距離にある。利根川水系鬼怒川の東に広がる平地、水田地帯である旧氏家町、及び東側の丘陵地帯を挟んで那珂川水系荒川、内川、江川沿いの丘陵の間に平地が開けた旧喜連川町により構成される。
- 関東平野の北端部に当たる
- 河川:（利根川水系）鬼怒川、（那珂川水系）荒川、内川、江川、五行川

### 人口
| |                                          |  |
| さくら市と全国の年齢別人口分布（2005年） | さくら市の年齢・男女別人口分布（2005年） |  |
| ■紫色 ― さくら市 ■緑色 ― 日本全国 | ■青色 ― 男性 ■赤色 ― 女性                |  |
| さくら市（に相当する地域）の人口の推移 \| 1970年（昭和45年） \| 32,495人 \| \| \| 1975年（昭和50年） \| 33,323人 \| \| \| 1980年（昭和55年） \| 34,820人 \| \| \| 1985年（昭和60年） \| 35,867人 \| \| \| 1990年（平成2年） \| 36,543人 \| \| \| 1995年（平成7年） \| 38,289人 \| \| \| 2000年（平成12年） \| 40,030人 \| \| \| 2005年（平成17年） \| 41,383人 \| \| \| 2010年（平成22年） \| 44,768人 \| \| \| 2015年（平成27年） \| 44,901人 \| \| \| 2020年（令和2年） \| 44,513人 \| \| |                                          |  |
| 総務省統計局 国勢調査より |                                          |  |
| 1970年（昭和45年） | 32,495人                                 |  |
| 1975年（昭和50年） | 33,323人                                 |  |
| 1980年（昭和55年） | 34,820人                                 |  |
| 1985年（昭和60年） | 35,867人                                 |  |
| 1990年（平成2年） | 36,543人                                 |  |
| 1995年（平成7年） | 38,289人                                 |  |
| 2000年（平成12年） | 40,030人                                 |  |
| 2005年（平成17年） | 41,383人                                 |  |
| 2010年（平成22年） | 44,768人                                 |  |
| 2015年（平成27年） | 44,901人                                 |  |
| 2020年（令和2年） | 44,513人                                 |  |

## 歴史
氏家は氏家宿や東北本線の氏家駅に代表されるように、交通の要衝として発展した。
喜連川は喜連川城の城下町として発展した。

### 平成の大合併
行財政基盤の強化が求められ、市町村合併が推し進められる中、初めは氏家町・喜連川町に加えて高根沢町・矢板市・塩谷町を含めた1市4町の合併が検討された。高根沢町が宇都宮市へ編入を志向して離脱し、氏家町と喜連川町の2町で合併協議へ移行した。
新市の名称は公募の上、協議会などでの投票で選定された。公募においては予め、吸収合併を想起させて反対される可能性のある従来の自治体名「氏家」「喜連川」を採用しないこととされた。投票の結果、「さくら市」が選定され、両町とも桜の名所を有することが理由の1つとされた。両町の名称は歴史が長いのに対して由緒が無く固有性もないこと、ひらがな地名であることなどから少なくない批判が生じた。このような結果になった理由として合併協議会委員の1人は、地理的・歴史的に両町に共通するような名称が無かったことを挙げている。
2004年7月に合併協定書への調印が行われ、2005年3月に合併した。調印式では日本さくらの会からサクラの花の苗木200本が贈呈された。新市名を観光振興に繋げようと、新たに荒川の堤防に桜を植栽するなど合併前から「さくら」に関する取り組みが行われた。

### 年表
- 2004年（平成16年）7月25日 - 氏家町公民館で合併協定書に調印[4]する。
- 2005年（平成17年）3月28日 - さくら市が誕生。
- 2011年（平成23年）3月11日 - 東日本大震災で被災してお丸山（喜連川城址）や鹿子畑など旧喜連川町域側の中心とした一部で法面崩落・地表陥没などが発生する。お丸山（丘陵地）は頂上のお丸山公園付近で車両立入禁止となり、麓の一部地域は避難命令発令となる（2013年3月に全面解除）。鹿子畑の浄水場が壊滅状態となり4月下旬まで断水となる[5]。
- 2011年（平成23年）9月22日 - 前日の平成23年台風第15号による大雨により、お丸山の一部が土砂崩れを起こし、麓にある「もとゆ（旧喜連川町第一温泉浴場）」を直撃。長期休館が決定される[6]。
- 2018年（平成30年）5月31日 - 市の新しいロゴマークを発表。組子細工風のデザインである[7]。
- 2020年（令和2年）3月26日 - お丸山公園の旧・喜連川城温泉センターの駐車場等が9年ぶりに全面開放された。温泉センター自体や、スカイタワーは入場できない。

## 経済
郊外の地域で稲作などの農業や林業などの第一次産業が盛んであった。市の中心市街地である氏家町周辺の商業地区は国道4号および東北本線が南北を貫き、高校や病院・各行政機関が集積している。従来の矢板市に代わり塩谷郡地域の実質的な中心都市となっている。高根沢町と共に宇都宮市方面のベッドタウンとしても機能している。1990年代から国道4号沿い、2005年（平成17年）以降から国道293号沿いにロードサイド店舗の出店が順次行われ、国道293号繋がりで東隣の那珂川町とも一定の結びつきがある。
旧喜連川町は1980年代に喜連川温泉掘削とバブル景気で観光地化が進行し、別荘地分譲やゴルフ場開発など大規模に開発され、不動産系産業が盛んである。北部の県道74号線沿いに「喜連川工業団地」が造成され、軽工業を中心とした工場や各種研究所を中心に工業も一定の産業がある。
矯正施設として喜連川少年院と東日本地域初のPFI運営委託刑務所である喜連川社会復帰促進センターがある。

### 工業

#### 本社を置くおもな企業
- せんきん（仙禽酒造） - 江戸時代後期の文化3年(1806年)に栃木県さくら市に創業した蔵元
- 社会復帰サポート喜連川（喜連川社会復帰促進センター運営の特別目的会社）
- 湯原製作所

#### 事業所を置くおもな企業
- 本田技研工業 - テストコース
- ホンダ・レーシング - 四輪レース開発部
- 八千代工業 - 栃木研究所
- ユタカ技研 - 栃木開発センター

以上、本田技研工業自体及び関係性が高い企業
- ニッカウヰスキー - 栃木工場
- 三菱ふそうトラック・バス - 喜連川研究所[8]

#### 主な事業所
- 喜連川工業団地
  - 中山金属化工株式会社
  - クォリティエンタープライズ株式会社

### 商業
- ショッピングセンター
  - イオンタウンさくら（櫻野）
  - ヨークベニマル 氏家店（氏家）
- スーパーマーケット
  - とりせん 氏家店（氏家）
- ホームセンター
  - ダイユーエイト さくら氏家店（馬場）
  - ホームセンターカンセキ 氏家店（桜野）
  - コメリハード＆グリーン 喜連川店（喜連川）

### 金融
- 地方銀行
  - 足利銀行 氏家支店
  - 栃木銀行 氏家支店
- 信用金庫
  - 烏山信用金庫 氏家支店

### サービス
- ファーストフード店
  - マクドナルド
  - モスバーガー
  - ケンタッキーフライドチキン 氏家店

### 特産品（さくらブランド）
- レインボーアイスクリーム（江連商店）[9]

## 行政

### 市長
- 中村卓資（なかむら たかし、2025年4月24日就任、1期目）

### 歴代市長
| 代 | 氏名     | 就任                      | 退任                      | 備考             |
| -- | -------- | ------------------------- | ------------------------- | ---------------- |
| 1  | 秋元喜平 | 2005年（平成17年）4月24日 | 2009年（平成21年）4月23日 | 合併前の氏家町長 |
| 2  | 人見健次 | 2009年（平成21年）4月24日 | 2017年（平成29年）4月23日 | 元氏家町長       |
| 3  | 花塚隆志 | 2017年（平成29年）4月24日 | 2025年（令和7年）4月23日  |                  |
| 4  | 中村卓資 | 2025年（令和7年）4月24日  | 現職                      |                  |

※ 2005年3月28日の新市発足から市長選挙までの間、旧喜連川町長の滝政夫が市長職務執行者を務めた。

### 警察
- さくら警察署

### 消防
- 氏家消防署

### 衆議院
- 任期 ： 2024年（令和6年）10月27日 - 2028年（令和7年）10月26日（「第50回衆議院議員総選挙」参照）

| 選挙区                                                                            | 議員名   | 党派名     | 当選回数 | 備考   |
| --------------------------------------------------------------------------------- | -------- | ---------- | -------- | ------ |
| 栃木県第2区（さくら市、宇都宮市（旧上河内町、河内町域）、鹿沼市、日光市、塩谷郡） | 福田昭夫 | 立憲民主党 | 7        | 選挙区 |

## 姉妹都市・提携都市

### 国内
- 加須市（埼玉県） - 姉妹都市締結
- 古河市（茨城県） - 姉妹都市締結

### 国外
- ランチョパロスベルデス（米国カリフォルニア州） - 初の国際友好都市締結。2020年8月5日[10]。

## 地域

### 町名一覧

#### 氏家地域
- 氏家（うじいえ）
- 氏家新田（うじいえしんでん）
- 卯の里（うのさと）1-5丁目
- 上野（うわの）
- 大中（おおなか）
- 押上（おしあげ）
- 柿木沢（かきのきざわ）
- 鍛冶ケ沢（かじがさわ）
- 蒲須坂（かますさか）
- 上阿久津（かみあくつ）
- 北草川（きたくさがわ）1-2丁目
- 草川（くさがわ）
- 櫻野（さくらの）
- 富野岡（とみのおか）
- 長久保（ながくぼ）
- 箱森新田（はこのもりしんでん）
- 狹間田（はさまだ）
- 馬場（ばば）
- 松島（まつしま）
- 松山（まつやま）
- 松山新田（まつやましんでん）
- 向河原（むこうがわら）

#### 喜連川地域
- 小入（おいれ）
- 葛城（かつらぎ）
- 金枝（かなえだ）
- 鹿子畑（かのこはた）
- 上河戸（かみこうど）
- 喜連川（きつれがわ）
- 桜ケ丘（さくらがおか）1-3丁目
- 下河戸（しもこうど）
- 早乙女（そうとめ）
- フィオーレ喜連川（フィオーレきつれがわ）1-5丁目
- 穂積（ほづみ）
- 南和田（みなみわだ）
- 鷲宿（わしじゅく）

### 教育

#### 高等学校
- 栃木県立さくら清修高等学校

#### 中学校
- さくら市立氏家中学校
- さくら市立喜連川中学校

#### 小学校
- さくら市立氏家小学校
- さくら市立押上小学校
- さくら市立上松山小学校
- さくら市立南小学校
- さくら市立熟田小学校
- さくら市立喜連川小学校

#### その他
- 国立きぬ川学院（児童自立支援施設・女子のみの更生施設、旧氏家町）
- 喜連川少年院
- 喜連川社会復帰促進センター - 2007年（平成19年）10月13日開所。1999年（平成11年）に廃止された黒羽刑務所喜連川刑務支所跡地に開設。

#### かつて存在した学校
- さくら市立金鹿小学校（2010年3月閉校）
- さくら市立河戸小学校（2010年3月閉校）
- さくら市立穂積小学校（2010年3月閉校）
- さくら市立鷲宿小学校（2010年3月閉校）

### 郵便
郵便番号は以下が該当する。2集配局が集配を担当する。
- 氏家郵便局：「329-13xx」
- 喜連川郵便局：「329-14xx」

#### 郵便局
- 喜連川郵便局（07010）
- 氏家郵便局（07031）
- 上江川郵便局（07172）
- 蒲須坂駅郵便局（07192）
- 氏家馬場郵便局（07259）
- 狭間田簡易郵便局（07710）
- 上阿久津簡易郵便局（07718）
- 草川簡易郵便局（07729）
- 喜連川鷲宿簡易郵便局（07732）

### 電話番号
市内地域が宇都宮MAの管轄となる。市外局番は「028」。収容局は以下の3ビルが該当し、市内局番は以下の通り。
- 氏家別局：681、682
- 喜連川局：685（2000番台）、686
- 喜連川東局：685（1000・3000番台）

## 施設

### 美術館・博物館等
- さくら市ミュージアム　荒井寛方記念館

### 図書館
- 喜連川図書館
- 氏家図書館

### スポーツ

#### 屋内
- 氏家体育館

#### 屋外
- 総合公園さくらスタジアム
- SAKURAグリーンフィールド
- 鬼怒川運動公園

#### ゴルフ
- 大日向カントリー倶楽部
- 喜連川カントリー倶楽部
- セブンハンドレッドクラブ

## 交通

### 最寄の空港
- 福島空港
- 羽田空港
- 茨城空港
- 成田空港

### 鉄道路線
- 中心となる駅：氏家駅
- 東日本旅客鉄道（JR東日本）
  - ■宇都宮線（東北本線）
    - 氏家駅 - 蒲須坂駅

  - 市北西部（旧上河内町寄り）を東北新幹線が通過しているが、駅などの施設は無い。
  - 最寄の新幹線停車駅は宇都宮駅

- 廃線
  - 喜連川人車軌道

氏家駅－喜連川　約8kmを運行。

### バス路線

#### 路線バス
- 関東自動車
  - 氏家駅 - フィオーレ喜連川 - 喜連川温泉
  - 氏家駅 - 喜連川本町 - 小川仲町 - 馬頭車庫
- 宇都宮市営上河内代替バス
  - 氏家駅 - 上河内地域自治センター・梵天の湯

### 道路

#### 高速道路
市北西部を東北自動車道が通過しているが、インターチェンジ・パーキングエリアなどの施設は無い。
- 最寄のスマートインターチェンジ - 東北自動車道上河内スマートインターチェンジ
- 最寄のインターチェンジ - 東北自動車道矢板インターチェンジ

矢板市内で氏家矢板バイパスと交差している。

#### 国道
- 国道4号 - 氏家矢板バイパス
- 国道293号

## 観光・祭事
- 勝山城址、勝山パークブリッジ
- さくら市ミュージアム（荒井寛方記念館）
- ｅプラザ参番館

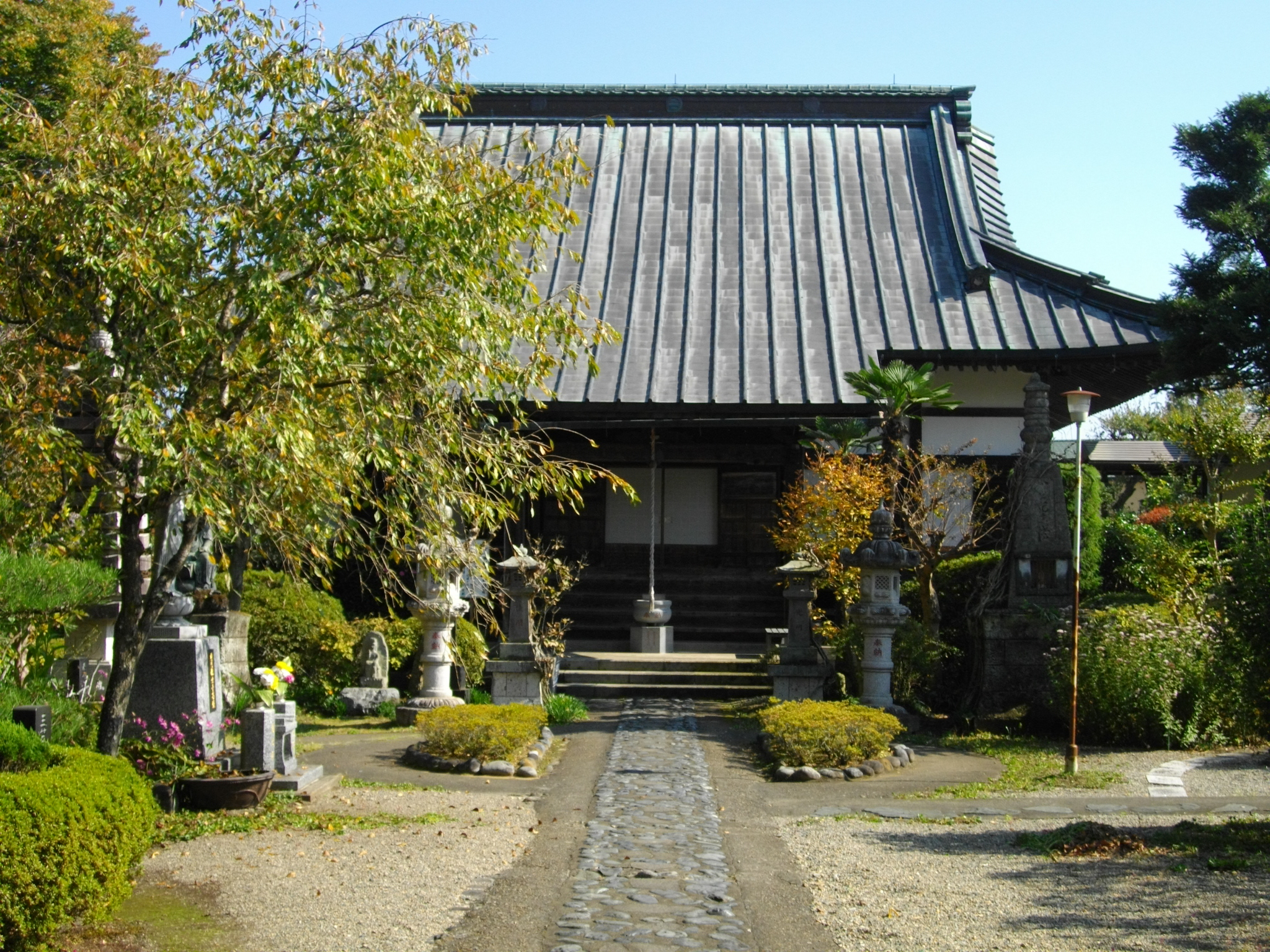
龍光寺

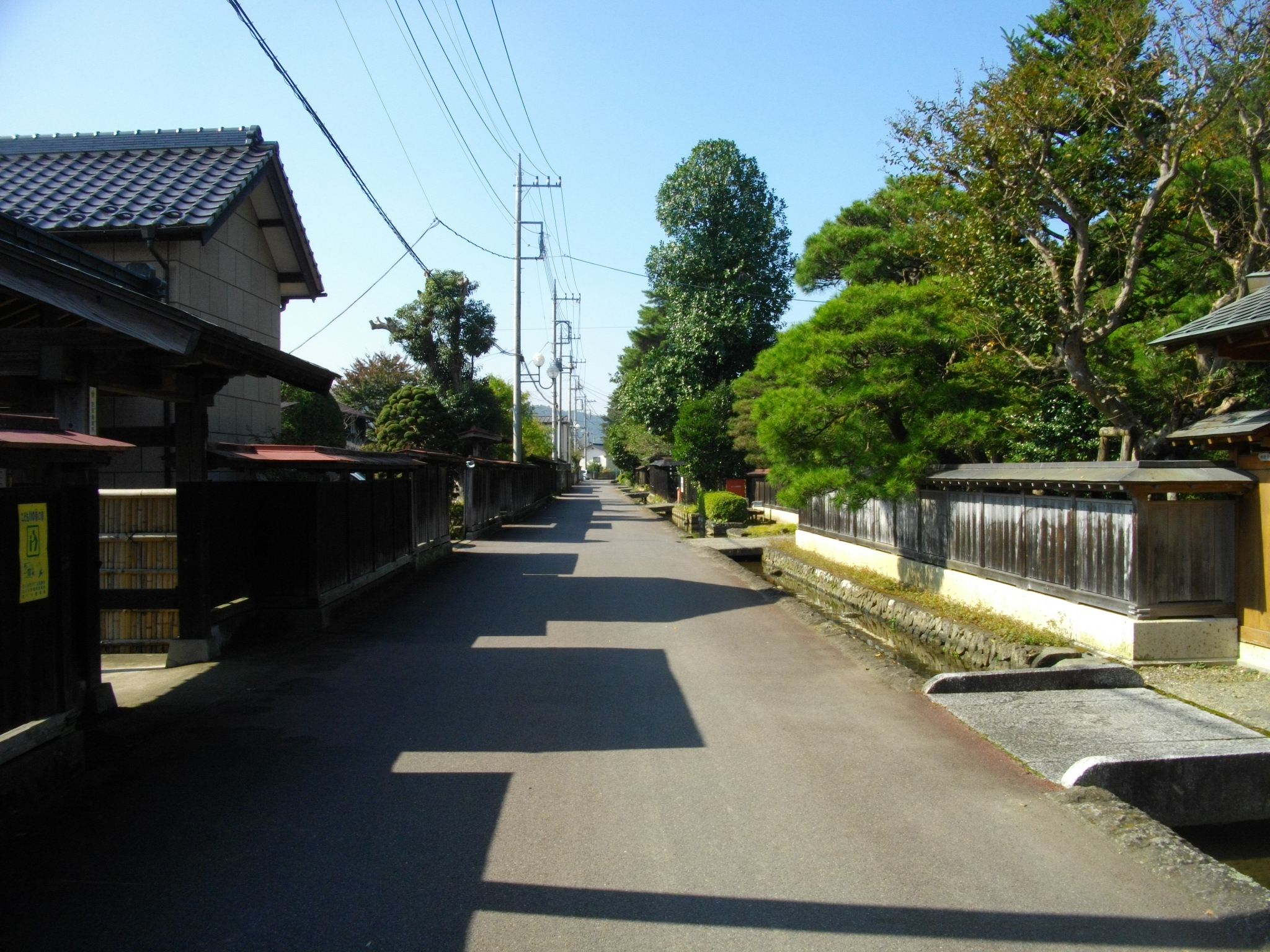
喜連川・御用堀

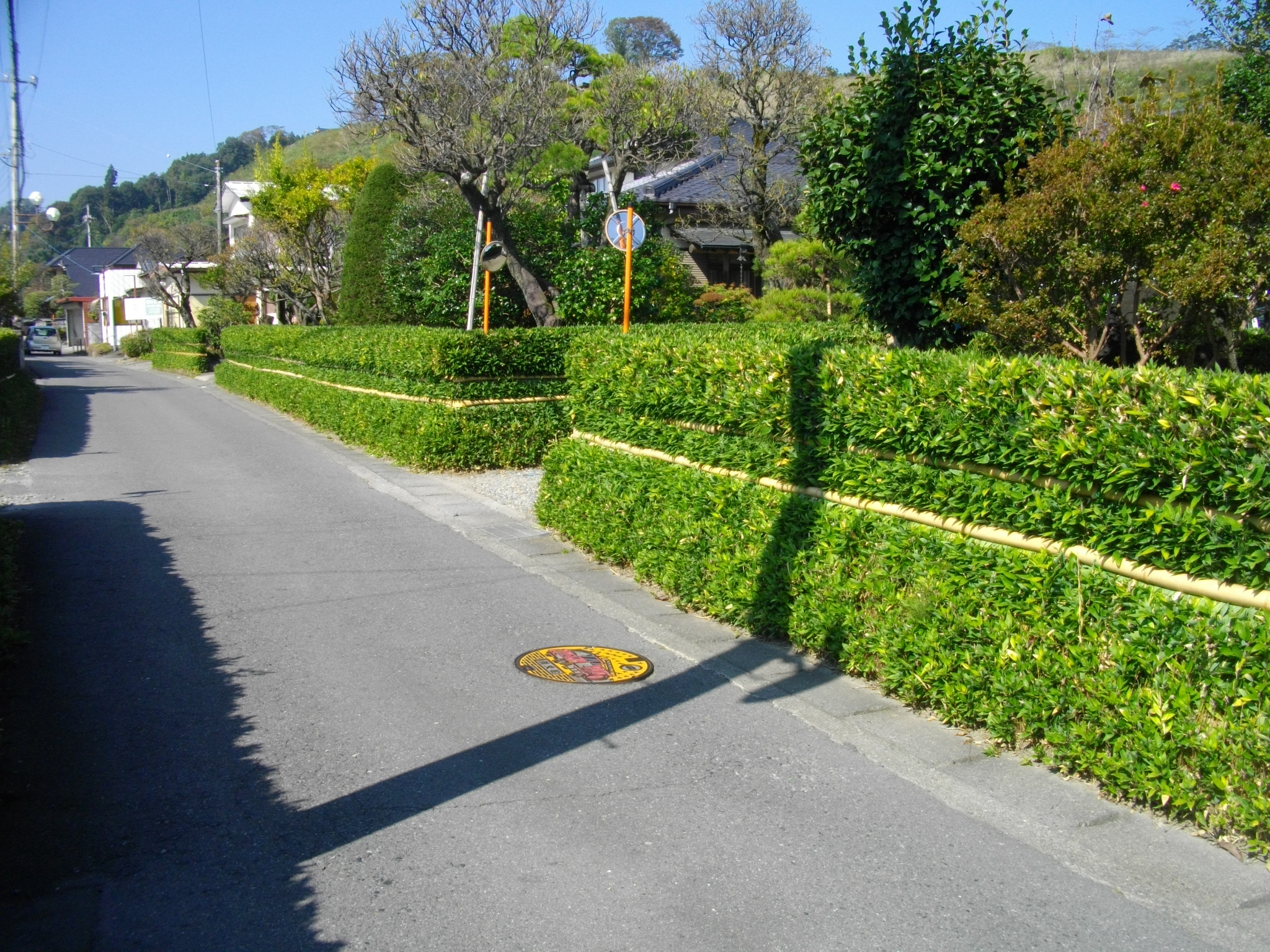
喜連川・寒竹囲いの生垣

- 笹屋別邸 - 大正末期から昭和初期にかけて建築された、地元呉服店の別邸。
- 「杢魄舎（もくはくしゃ）・うじいえ」 - 開運!なんでも鑑定団の鑑定士で、古民具収集家・安岡路洋の民具骨董展示館。2009年6月に閉館。
- 松島温泉 - 氏家
- 喜連川温泉
  - かんぽの宿 栃木喜連川温泉
  - 喜連川温泉 さくら館 - 旧：国民年金保養センターきつれがわ
- 早乙女温泉
- 道の駅きつれがわ
- お丸山公園（喜連川城址）、シャトルエレベータ、喜連川スカイタワー
- 龍光寺（足利家歴代墓所）
- 氏家商工まつり（7月下旬）氏家地内
- 氏家天王祭（7月中旬～下旬）氏家地内
- 喜連川天王祭（7月下旬）喜連川地内

## さくら市にゆかりのある著名人
（五十音順）

### 歴史上の人物
- 瀧澤喜平治（実業家）

### 学芸・学術
- 荒井寛方（日本画家）
- 小菅健吉（教育者）
- 吉川金次（鋸職人、俳人・鋸研究家）
- 吉沢義之 - 日本学校農業クラブ連盟歌（通称：FFJの歌）作詞者[11]。

### スポーツ
- 井上綾香（大宮アルディージャVENTUSなでしこジャパン）
- 小池巧真（ヴェルフェたかはら那須）
- 上野佳昭（栃木SC顧問、元プロサッカー選手）、さくら市観光PR大使[12]
- 生田目竜也（大相撲力士、二子山部屋所属）

### その他
- 西川公也（元衆議院議員、第56・57代農林水産大臣）
- 富沢武士（大学生モデル、2020Mr SAKE）[13]
- 村上啓作（陸軍軍人、陸軍中将）[14]
- 鈴木ジェロニモ（お笑い芸人）

## さくら市に所縁のある作品

### 小説
- 操觚の会